# Lithobates yavapaiensis
Lithobates yavapaiensis is een kikker uit de familie echte kikkers (Ranidae). Er is nog geen Nederlandse naam voor deze soort, die lange tijd behoorde tot het geslacht Rana.
De soort werd voor het eerst wetenschappelijk beschreven door James Ernest Platz en John Stephen Frost in 1984. Oorspronkelijk werd de wetenschappelijke naam Rana yavapaiensis gebruikt.

## Uiterlijke kenmerken
Lithobates yavapaiensis wordt ongeveer 9 centimeter lang, mannetjes blijven kleiner. Het is een van de soorten uit de luipaardkikkergroep, die allemaal te herkennen zijn aan de meestal lichtomrande donkere vlekken op de rug. Deze soort heeft een groene tot grijze basiskleur, met op de rug en kop bruine tot bijna zwarte vlekken, de vlekken op de poten zien eruit als een bandering. De billen zijn geel en hebben zwartgrijze kleine vlekjes. Typische kenmerken zijn de veelal bruin tot geel gekleurde huidplooien aan weerszijden van de rug, en met name aan de tweede huidplooi op allebei de flanken van de kop, onder ieder oog. De ogen zijn bij deze soort wat naar boven gericht en zitten dichter bij elkaar als bij andere soorten. De ogen zijn duidelijk naar bovenzijde van de kop verplaatst, dit heeft een relatie met het feit dat Lithobates yavapaiensis sterk aan water gebonden is. Doordat de ogen naar boven staan kan de kikker beter omhoog kijken, want kikkers kunnen de kop niet kantelen.

## Verspreiding en habitat
De soort komt voor in de Verenigde Staten en komt voor in zowel graslanden als bosranden, diep in het bos wordt deze soort niet vaak aangetroffen. Deze soort blijft ook vaak in de buurt van water, en eet kleine, ongewervelde prooien in en om het water zoals insecten en andere geleedpotigen. Er is niet veel bekend over de voortplanting van deze soort.

## Bedreigingen
Het aantal kikkers gaat achteruit, voornamelijk door toedoen van de mens; landschapsverandering, verdroging en vervuiling hebben deze soort in Californië waarschijnlijk al doen uitsterven, en ook de komst van een andere soort die oorspronkelijk niet in het verspreidingsgebied leefde, de soort Lithobates berlandieri (geen Nederlandse naam) kan goed gedijen in schralere omstandigheden en neemt de plaats van Lithobates yavapaiensis in.